# مطبخ لاوس

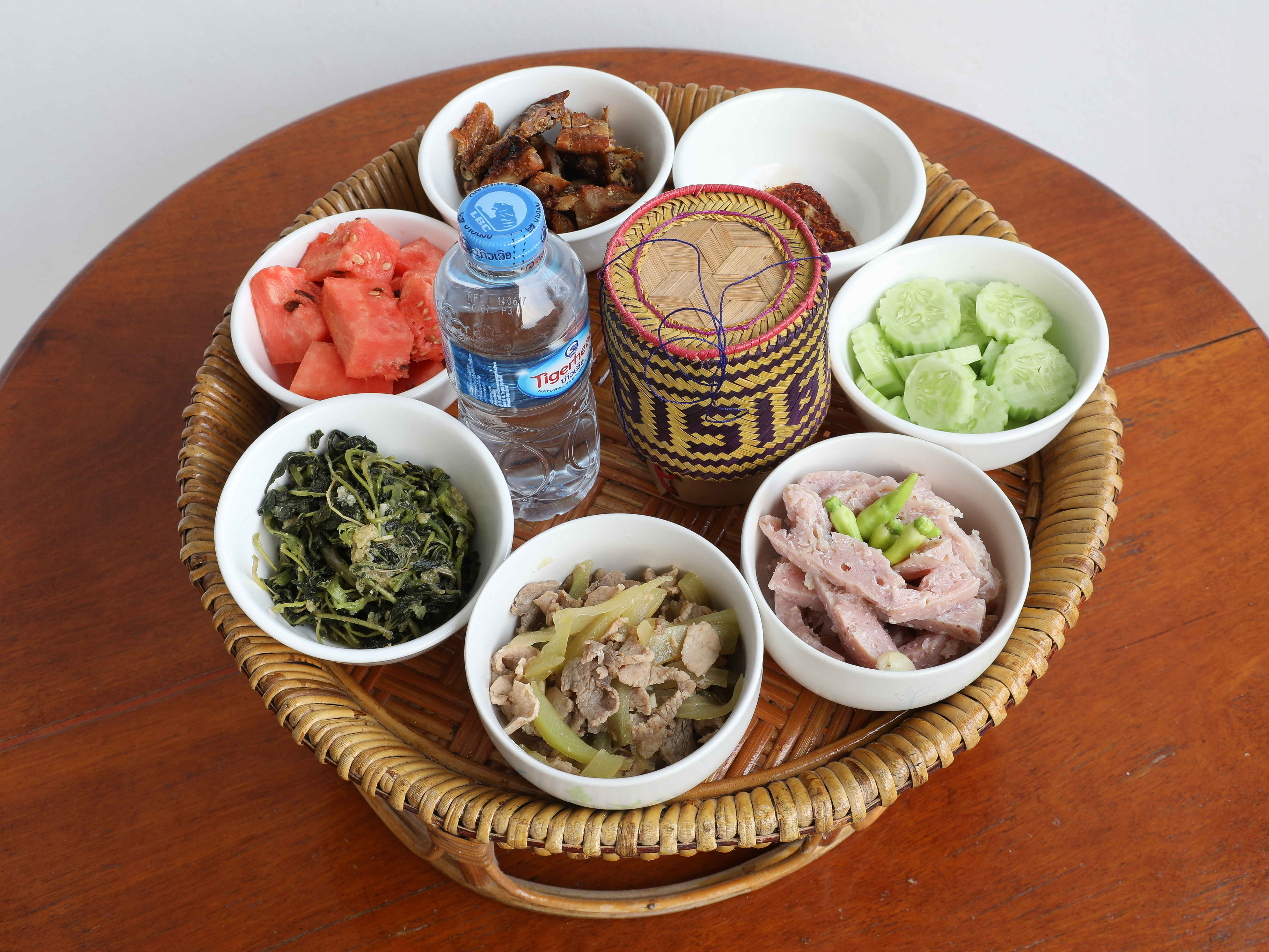
وجبة لاوسية في دون ديت، لاوس

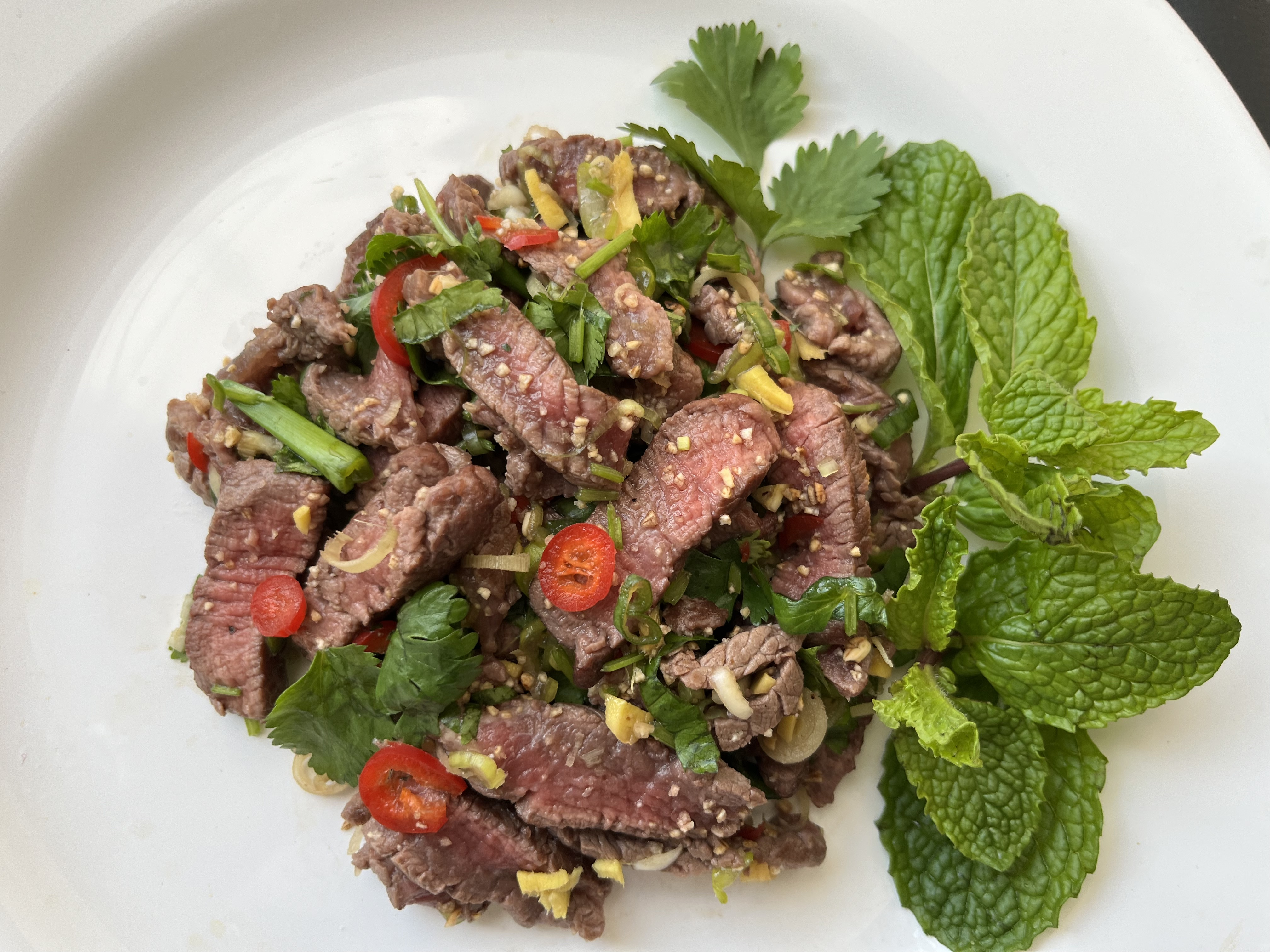
لحم بقري لاوسي نام توك

المطبخ اللاوي أو المطبخ اللاوسي ((باللاوية: ອາຫານລາວ)، (ب[ʔàː.hǎːn láːw] خطأ: {{اللغة-؟؟}}: رومنة لخط لاتيني (مساعدة))، RTGS: ahan lao) هو المطبخ الوطني في لاوس.
الغذاء الأساسي في لاوس هو الأرز اللزج ((باللاوية: ເຂົ້າໜຽວ)، هاو نياو، لو). تتمتع لاوس بأعلى معدل استهلاك للأرز اللزج للفرد في العالم بمتوسط 171 كيلوغرام (377 رطل) من الأرز اللزج يستهلك سنويًا للفرد. الأرز اللزج متأصل بعمق في الثقافة والتقاليد الدينية والهوية الوطنية في لاوس. ومن المعتقدات الشائعة داخل المجتمع اللاوسي أنه بغض النظر عن مكان وجودهم في العالم، فإن الأرز اللزج سيكون دائمًا الغراء الذي يربط المجتمعات اللاوية معًا، ويربطهم بثقافتهم ولاوس. يُعتبر التقارب مع الأرز اللزج جوهر ما يعنيه أن تكون لاوسيًا. غالبًا ما يشير اللاو إلى أنفسهم باسم لوك خاو نياو (باللاوية: ລູກເຂົ້າໜຽວ)، والتي يمكن ترجمتها على أنها «أطفال أو أحفاد الأرز اللزج».
وصف معهد بحوث الأرز الدولي لاوس بأنها «جنة جامعي الأرز». تمتلك لاوس أعلى درجات التنوع البيولوجي للأرز اللزج في العالم. اعتبارًا من عام 2013، تم جمع ما يقرب من 6،530 نوعًا من الأرز اللزج من خمس قارات (آسيا وأمريكا الجنوبية وأمريكا الشمالية وأوروبا وأفريقيا) حيث يُزرع الأرز اللزج للحفظ في بنك جينات الأرز الدولي (IRGC). جمع معهد بحوث الأرز الدولي أكثر من 13،500 عينة و3،200 نوع من الأرز اللزج من لاوس.
ثلاثية المطبخ الوطني في لاوس هي الأرز اللزج، اللارب، وسلطة البابايا الخضراء ((باللاوية: ຕຳໝາກຫຸ່ງ)، تام ماك هونغ). أشهر طبق لاو هو اللارب ((باللاوية: ລາບ)؛ في بعض الأحيان يتم تهجئتها أيضًا لاب)، وهو خليط حار من اللحوم أو الأسماك المتبلة التي تكون أحيانًا نيئة (محضرة مثل سيبيتشي) مع مجموعة متنوعة من الأعشاب، الخضر والتوابل.
المطبخ اللاوي له العديد من الاختلافات الإقليمية، والتي تتوافق جزئيًا مع الأطعمة الطازجة المحلية لكل منطقة. لا يزال الإرث الفرنسي واضحًا في العاصمة فيينتيان، حيث تُباع الخبز الفرنسي (باللاوية: ເຂົ້າຈີ່) في الشارع والمطاعم الفرنسية شائعة ومشهورة، والتي تم تقديمها لأول مرة عندما كانت لاوس جزءًا من الهند الصينية الفرنسية.

## أصول المطبخ اللاوي
يعود أصل شعب لاو إلى منطقة شمالية هي الآن جزء من الصين. ومع انتقالهم جنوبًا، جلبوا معهم تقاليدهم. وبسبب الهجرات اللاوية التاريخية من لاوس إلى المناطق المجاورة، أثر المطبخ اللاوي على المنطقة ذات السكان اللاويين بشكل أساسي في شمال شرق تايلاند، كما تم تقديم الأطعمة اللاوية إلى كمبوديا وشمال تايلاند حيث هاجر اللاويون.

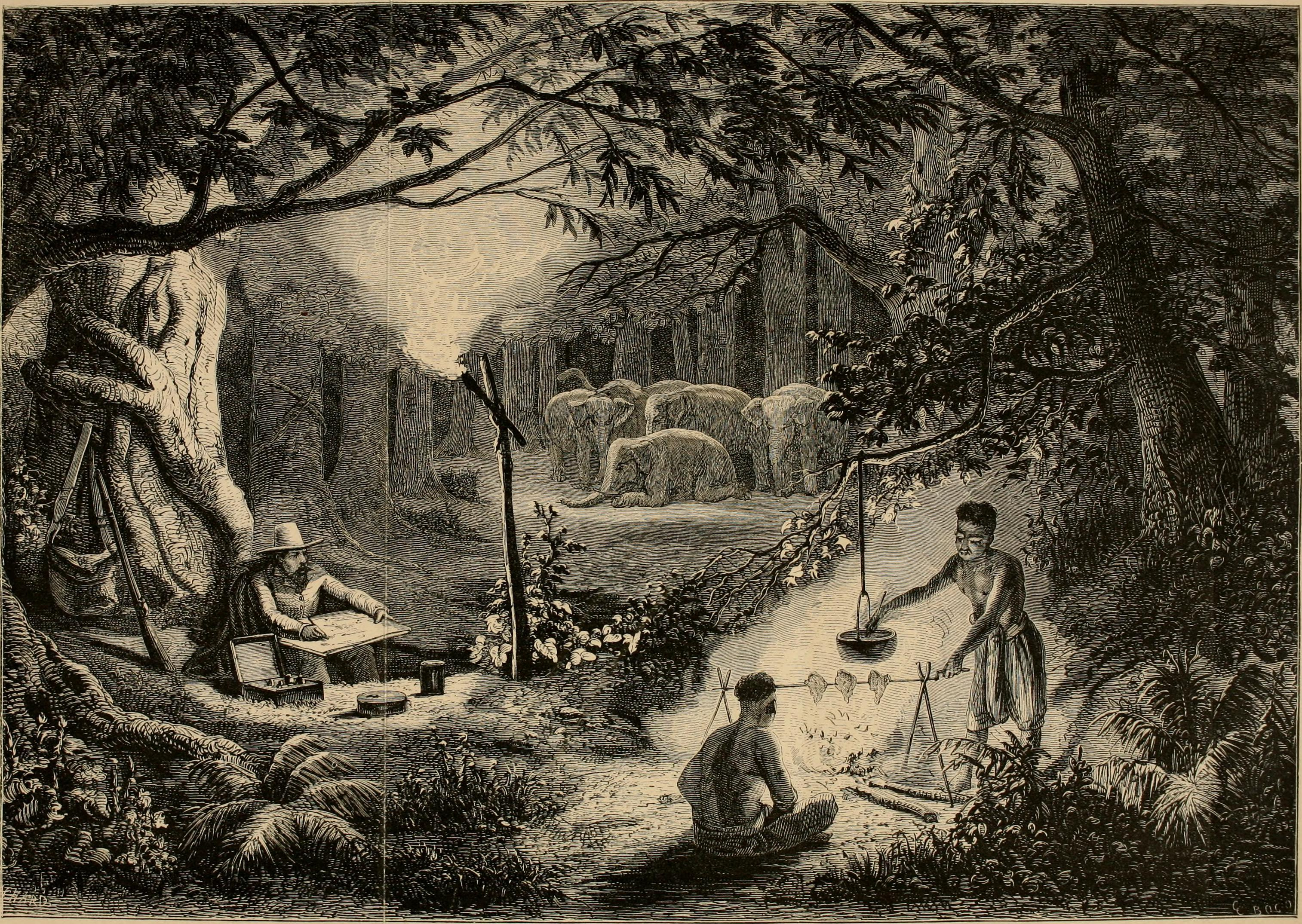
رسم من عام 1864 هنري موهوت أثناء رحلاته في لاوس يصور اللاوسيين وهم يطبخون على نار المخيم

مثل معظم دول جنوب شرق آسيا، تأثرت لاوس بشدة بالثقافة الهندية والصينية. منذ زمن سحيق، كان شعب لاو يتاجر مباشرة مع الصين القديمة. ومع ذلك، كان إضفاء الطابع الهندي على لاوس هو الذي كان له التأثير الأكبر. أدى انتشار الهندوسية والبوذية والإسلام في جنوب شرق آسيا خلال هذه الفترة إلى جلب التقاليد والثقافة الهندية إلى ما يُعرف الآن بإندونيسيا وماليزيا وسنغافورة وتايلاند وبورما وكمبوديا ولاوس حيث ترسخت واستمرت في الازدهار حتى يومنا هذا. كما أنه خلال هذا الوقت قدم الرهبان البوذيون التوابل الهندية التقليدية والكاري وحليب جوز الهند إلى لاوس. ومع ذلك، على عكس معظم جيرانها، فإن تقارب شعب لاو مع الأرز اللزج أو اللزج والتركيز الشديد للمطبخ اللاوسي على الأرز اللزج يعني أن حليب جوز الهند والمكرونة لم يلعبوا دورًا مهمًا في المطبخ اللاوسي. بدلاً من ذلك، يقتصر حليب جوز الهند والكاري والمكرونة على عدد قليل من الحساء اللاوسي وأطباق المكرونة والحلويات القائمة على الأرز اللزج.
بفضل التبادل الكولومبي، تم إدخال المحاصيل غير المحلية—مثل الطماطم والبابايا والذرة الحلوة والأناناس والفلفل الحار—إلى جنوب شرق آسيا ربما من خلال الموانئ البحرية المختلفة في تايلاند وكمبوديا وفيتنام عبر الفلبين وملقا. ومن خلال التجارة مع البرتغاليين وغيرهم من الأوروبيين، انتشر قبول وزراعة المحاصيل والمكونات غير المحلية بسرعة في جميع أنحاء جنوب شرق آسيا.
بحلول منتصف القرن السادس عشر، كان الأوروبيون يستكشفون ويتاجرون مع البر الرئيسي لجنوب شرق آسيا، ووصلوا إلى فيينتيان ولوانغ برابانغ. وكان من بين الأوروبيين الأكثر شهرة الذين سافروا إلى هناك أو كتبوا على نطاق واسع عن تجاربهم فرناو مندش بنتو (1542–1545)، وديوجو فيلوسو وبلاس رويز (1596)، وجيبارد فان وستوف (1641)، وجيوفاني فيليبو دي ماريني (1642-1648)، وجان بابتيست باليجويكس (1830)، وهنري موهوت (1861).
لاحظ سيمون دي لا لوبير (1642–1729) أن زراعة البابايا كانت منتشرة بالفعل في سيام حوالي أوائل القرن الثامن عشر وبحلول الوقت الذي وصل فيه باليجويكس كمبشر إلى بانكوك، كانت البابايا والفلفل الحار قد تم دمجها بالكامل في أراضي لاوس والتبعيات وثقافة الطعام في جنوب شرق آسيا ككل.
لاحظ المستكشف الفرنسي موهوت، أثناء رحلته إلى لوانغ برابانغ، أن اللاوسيين يعشقون الفلفل الحار.

## المطبخ اللاوسي والتايلاندي
في كتابه ثقافة وعادات لاوس، أشار أرن كيسلينكو إلى ما يلي حول المطبخ اللاوسي:

إن أي مناقشة حول المطبخ اللاوسي لا يمكن أن تقتصر على لاوس. إذ أن عدد اللاوسيين العرقيين في منطقة إيسان في شمال شرق تايلاند يفوق عددهم في لاوس نفسها بنحو ستة أضعاف، الأمر الذي يجعل من الضروري تجاوز الحدود الوطنية بحثاً عن الطعام اللاوسي الحقيقي. والواقع أن العاصمة التايلاندية بانكوك أصبحت في كثير من النواحي، مع تدفق المهاجرين من إيسان إلى الجنوب، مركزاً للمطبخ اللاوسي. ويقدر البعض أن عدد اللاوسيين هناك يفوق عددهم في أي مدينة أخرى في العالم، بما في ذلك فيينتيان. وهناك أيضاً جاليات كبيرة من المغتربين في أماكن مثل الولايات المتحدة وفرنسا، والتي تقدم العديد من التنوعات الطهوية في الخارج.
وفقًا لعالمة الأنثروبولوجيا الثقافية بيني فان إستريك، خلال الخمسينيات والستينيات من القرن العشرين، لم يكن الطعام اللاوسي معروفًا لدى سكان وسط تايلاند، وكان من الممكن العثور عليه فقط حيث كانت هناك تجمعات لاوسية أو من سكان شمال شرق البلاد:

في الخمسينيات والستينيات من القرن العشرين، كان الأرز اللزج والدجاج المشوي، لاب، سومتام كانت الأطعمة اللاوية المفضلة (سلطة البابايا) وغيرها من الأطعمة اللاوية متوفرة في بانكوك فقط حول ملعب الملاكمة حيث كان الملاكمون والمشجعون من الشمال الشرقي يتجمعون لتناول الطعام والشراب قبل وبعد مباريات الملاكمة. كما يمكن العثور على الطعام اللاوسي خارج مواقع البناء في عربات الطعام المتنقلة التي توفر لعمال البناء من الشمال الشرقي الأطعمة الإقليمية الخاصة بهم وبجانب محطات الوقود التي تخدم سائقي الحافلات لمسافات طويلة.
في ختام حرب فيتنام، بين عامي 1975 و1995، قُدِّر أن حوالي 200 ألف لاجئ لاوسي عبروا نهر ميكونج إلى تايلاند. وبقي معظمهم في مخيمات اللاجئين بينما انتقل آخرون إلى بانكوك بحثًا عن عمل.
أدى افتتاح طريق ميترافاب وخط السكة الحديدية الشمالي الشرقي الذي يربط وسط تايلاند بمقاطعاتها الشمالية إلى إنشاء بوابة لواحدة من أكبر الهجرات بين المناطق في تايلاند خلال الطفرة الاقتصادية في الثمانينيات، مع زيادة الطلب على العمالة. وقد قُدِّر أنه بين عامي 1980 و1990، انتقل حوالي 1.1 مليون شخص من الشمال الشرقي من الشمال الشرقي إلى وسط تايلاند وبانكوك. وهذا بدوره ساعد في نشر وخلق طلب غير مسبوق على الطعام اللاوسي خارج لاوس والشمال الشرقي.
كما لاحظ فان إستريك أنه «في محاولة لإدراج الطعام الشمالي الشرقي في المطبخ الوطني الموحد، اختارت الطبقة المتوسطة في بانكوك وعدلوا طعم بعض الأطباق—الدجاج المشوي، والسومتام، واللاب—عن طريق تقليل الفلفل الحار وزيادة السكر، وتجاهلت أطباق أخرى مثل الأسماك المخمرة والحشرات». ووفقًا للأستاذ سيريجيت سونانتا، تم تمثيل هذه الأطباق بعد ذلك على أنها طعام تايلاندي عند تقديمها للعالم.
على الرغم من أن عدد اللاويين العرقيين الذين يعيشون في تايلاند أكبر من عددهم في لاوس وأن المطبخ اللاوي هو المفتاح لترويج الطعام التايلاندي في الخارج، إلا أن كلمة «لاو» نادرًا ما تُذكر. ربما يرجع هذا إلى التايلندية القسرية، وهي محاولة رسمية لتعزيز الوحدة الوطنية و«التايلاندية»، حيث تم حذف أي ذكر لكلمة «لاو» وغيرها من الأوصاف غير التايلاندية واستبدالها بـ «شمال شرق تايلاند» أو «يسان».
نتيجة لذلك، أدى التايهيون إلى التمييز الاجتماعي ضد سكان الشمال الشرقي، وأصبحت كلمة «لاو» مصطلحًا مهينًا. كان يُوصَم كون المرء «لاويًا» بأنه غير متعلم ومتخلف، مما تسبب في شعور العديد من سكان الشمال الشرقي بالخجل من أن يُعرفوا باسم لاو. ومع ذلك، هناك شعور بالنهضة والفخر بالهوية اللاوية حيث فقدت وصمة العار، وخاصة بين شباب إيسان.
في الغرب، حتى مع وجود مجتمعات مغتربة كبيرة، لا يزال المطبخ اللاوي غير معروف تقريبًا، على الرغم من أن الكثير مما يتم تقديمه في المطاعم التايلاندية من المرجح أن يكون لاوسيًا أو مملوكًا لاوسيًا. دون علم معظم الناس، عندما يأكلون سوم تام ولارب والأرز الدبق المفضل لديهم في مطاعمهم التايلاندية أو مطاعم شمال شرق تايلاند (يسان) المفضلة فإنهم في الواقع يأكلون الإصدارات التايلاندية من الطعام اللاوسي التقليدي. لاحظ مالافون فوماسا وسيلستين ديتفونجسا هذا التعزيز العرضي للتايلاندية من قبل المجتمعات اللاوية المغتربة وأصحاب المطاعم اللاوية في مقالهما «الاقتصاد العرقي الأمريكي اللاوسي»:

على عكس المتاجر العرقية المحددة، فإن المطاعم المملوكة لاوسية تحقق نتائج أفضل في الوصول إلى عامة الناس. على الرغم من وجود بعض المطاعم التي تعلن عن نفسها باعتبارها «لاوسية» فقط، إلا أن العديد من المطاعم اللاوسية تأسست تحت ستار المطاعم التايلاندية والمطاعم التايلاندية/اللاوية لجذب العملاء العاديين. ولأن معظم الأميركيين غير معتادين على الطعام اللاوسي، فقد سعى رواد الأعمال اللاوسيون إلى اكتساب المزيد من الأعمال من خلال الإعلان عن أنفسهم كمطاعم تايلاندية: وقد حققت الأخيرة شعبية ناجحة بين السكان العاديين. ثم يقوم أصحاب المطاعم هؤلاء بدمج الأطباق اللاوسية في القائمة. على الرغم من وجود العديد من أوجه التشابه بين المطبخ اللاوسي والمطبخ التايلاندي الشمالي، فإن بعض الأطعمة التي تميز المطعم التايلاندي الحقيقي عن المطعم المملوك لاوسية تتمثل في إدراج «الأرز اللزج» في القائمة... 
كان أحد أقدم المطاعم التايلاندية التي تم افتتاحها في أمريكا الشمالية هو مطعم كيو سانانيكوني، وهو لاجئ لاوسي ورائد مبكر في مجال الطعام التايلاندي في الولايات المتحدة. في عام 1977، افتتح كيو سلسلة من المطاعم التايلاندية بدءًا من مطعم ميكونغ وكيو وميكونغ الثاني في هاواي، والتي أصبحت نقطة جذب لجمهور هوليوود. كتب كيو لاحقًا كتاب طبخ تايلاندي الأكثر مبيعًا على مستوى العالم، مطعم كيو التايلاندي، في عام 1985. يشرح كيو سبب افتتاح المطاعم التايلاندية بدلاً من المطاعم اللاوية: «شعرت أن الطعام اللاوسي لم يكن ليحقق نجاحًا في أمريكا في ذلك الوقت. الطعام اللاوسي أساسي وبسيط للغاية، والطعام التايلاندي غريب وملون للغاية.»

## المكونات

### الأرز والمكرونة
- أرز ((باللاوية: ເຂົ້າ)؛ (باللاوية: kʰa᷆w))
- أرز دبق – ((باللاوية: ເຂົ້າໜຽວ)؛ (باللاوية: kʰa᷆w.nǐaw))، نوع من الأرز يحتوي على حبيبات غير شفافة ومحتوى منخفض جدًا من الأميلوز، ويكون لزجًا بشكل خاص عند طهيه.
- نودلز سيلوفان – ((باللاوية: ເສັ້ນລ້ອນ)؛ (باللاوية: se᷆n.lɔ̂ːn))، مكرونة شفافة مصنوعة من بقلة الماش الخضراء والماء
- خاو بون – ((باللاوية: ເສັ້ນເຂົ້າປຸ້ນ)؛ (باللاوية: se᷆n.kʰa᷆w.pûn))، نودلز الأرز الطازجة المصنوعة من الأرز الذي تم تخميره أولاً لمدة ثلاثة أيام، ثم تم غليه، ثم تم تحويله إلى مكرونة عن طريق الضغط على العجين الناتج من خلال منخل في الماء المغلي.
- نودلز الأرز – ((باللاوية: ເສັ້ນເຝີ)؛ (باللاوية: se᷆n.fɤ̌ː))، المكرونة المصنوعة من الأرز. لا ينبغي الخلط بين هذا وبين الفو الفيتنامي. على الرغم من أن الكلمة من أصل فيتنامي، إلا أن الطبق الذي تشير إليه في لاوس قد لا يكون هو نفسه الفو الفيتنامي.

### الخضروات والأعشاب والتوابل
- الريحان الآسيوي – ((باللاوية: ບົວລະພາ)، يسان: บัวระพา، (باللاوية: bùa.la.pʰáː))، تؤكل نيئة مع الفا.

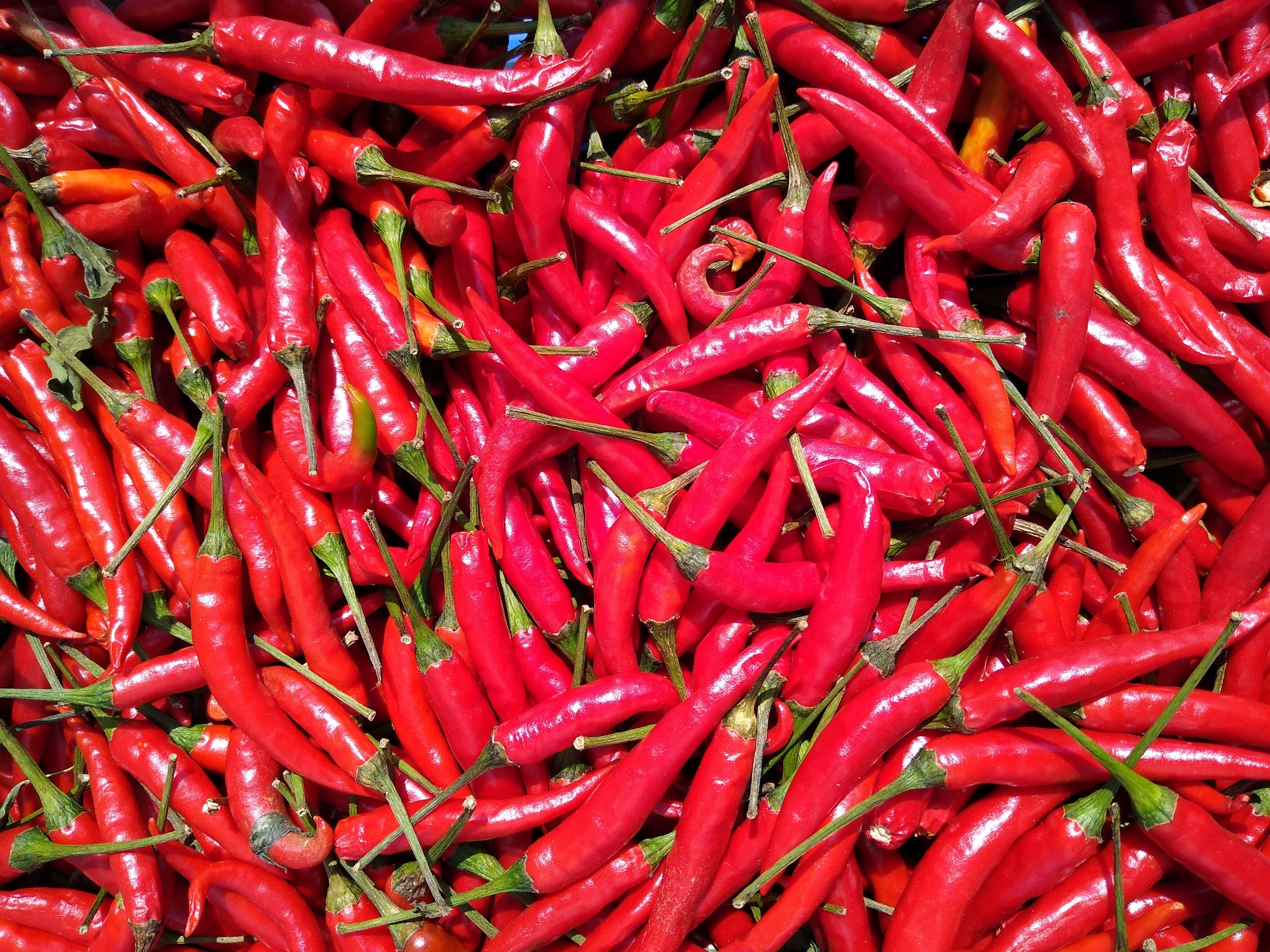
الفلفل الحار في فيينتيان

- براعم الخيزران – ((باللاوية: ໜໍ່ໄມ່)، يسان: หน่อไม้، (باللاوية: nɔ̄ː.mâj))، يتم استخدامه في اليخنات أو مسلوقًا كطبق جانبي.
- زهرة الموز – ((باللاوية: ໝາກປີ)، يسان: หมากปี، (باللاوية: ma᷆ːk.pìː))، مرافق خام لحساء المكرونة أو مطبوخ في أطباق أخرى.
- فلفل حار – ((باللاوية: ໝາກເຜັດ)؛ (باللاوية: ma᷆ːk.pʰét)، إيسان: พริก، (باللاوية: pʰīk))، سبعة أنواع شعبية.
- شجرة التسلق (سنط) – ((باللاوية: ຜັກຂາ)، يسان: ผักขา، (باللاوية: pʰák.kʰǎː))، يتم استخدامه في الحساء، والكاري، والعجة، والأطعمة المقلية.
- كزبرة (كزبرة) – ((باللاوية: ຜັກຫອມປ້ອມ)؛ (باللاوية: pʰák.hɔ̌ːm.pɔ̂ːm)، يسان: ผักซี، (باللاوية: pʰák.sīː))، تُضاف الأوراق والبذور إلى الصلصات والتتبيلات ومجموعة واسعة من الأطباق.
- خيار – ((باللاوية: ໝາກແຕງ)، يسان: หมากแตง، (باللاوية: ma᷆ːk.tɛ̀ːŋ))، يتم تناوله كزينة أو كبديل للبابايا الخضراء في السلطة.
- القولنجال – ((باللاوية: ຂ່າ)، يسان: ข่า، (ب[kʰāː] خطأ: {{اللغة-؟؟}}: رومنة لخط لاتيني (مساعدة)))، يستخدم عادة في الحساء والأطباق المختلطة والتتبيلات.
- ثوم – ((باللاوية: ກະທຽມ)، يسان: กระเทียม، (باللاوية: ka.tʰíam))
- زنجبيل الزهرة والجذر – ((باللاوية: ຂີງ)، يسان: ขิง، (باللاوية: kʰǐŋ))
- ليمون قنفذي – ((باللاوية: ໝາກຂີ້ຫູດ)؛ (باللاوية: ma᷆ːk.kʰi᷆ː.hu᷆ːt، رومنة: pron)، يسان: มะกรูด ماك-خي-هوت)، يستخدم عادة في الحساء واليخنات.
- كايبن – ((باللاوية: ໄຄແຜ່ນ)، يسان: ไกแผ่น، (باللاوية: kʰáj.pʰɛ̄n))، أوراق مجففة من الطحالب الصالحة للأكل من نهر ميكونغ، تشبه نوري
- الريحان اللاوي – ((باللاوية: ຜັກອີ່ຕູ່)؛ (باللاوية: pʰák.ʔīː.tūː))، يسان: แมงลัก يستخدم في الحساء واليخنات.
- الكزبرة اللاوية – («الشبت اللاوي»)، تستخدم في اليخنات وتؤكل نيئة.
- باذنجان لاوي – ((باللاوية: ໝາກເຂືອ)، يسان: หมากเขือ؛ (باللاوية: ma᷆ːk.kʰɯ̌a))، باذنجان كيرميت صغير ومستدير، يستخدم في اليخنات أو يؤكل نيئًا.
- عشب الليمون – ((باللاوية: ຫົວສິງໄຄ)، يسان: หัวสิงไค؛؛ (ب[hǔa.sǐŋ.kʰáj] خطأ: {{اللغة-؟؟}}: رومنة لخط لاتيني (مساعدة))، hua sing-khai)، تستخدم في الحساء واليخنات والتتبيلات.
- ليم – ((باللاوية: ໝາກນາວ)، يسان: หมากนาว، (باللاوية: ma᷆ːk.náːw))، مكون مشترك للعديد من الأطباق.
- نعناع – ((باللاوية: ໃບຫອມລາບ)؛ (باللاوية: bàj.hɔ̌ːm.lâːp)، يسان: ใบสะระแหน่، (باللاوية: bàj.sa.la.nɛ̄ː))،يستخدم في جوي/لاب، ويؤكل نيئًا.
- رعب منتصف الليل – ((باللاوية: ໝາກລີ້ນໄມ້)، يسان: หมากลิ้นไม้،؛ (باللاوية: ma᷆ːk.lîːn.mâj))، لون أخضر مُر، يؤكل نيئًا.
- الفطر – ((باللاوية: ເຫັດ)، يسان: เห็ด، (باللاوية: hét))، يستخدم في الحساء والأطعمة المقلية.
- نيم – ((باللاوية: ຜັກກະເດົາ)، يسان: ผักกะเดา، (باللاوية: pʰák.ka.dàw)، كاداو)، نبات مُر يؤكل نيئًا في أغلب الأحيان.
- ببايا (أخضر) – ((باللاوية: ໝາກຫຸ່ງ)، يسان: มักหุ่ง، (باللاوية: ma᷆ːk.hūŋ، رومنة: pron))، ممزقة ومستعملة في سلطة البابايا الحارة.
- براعم الروطان – تستخدم عادة في اليخنات (مر).
- سيسبان كبير الأزهار – ((باللاوية: ດອກແຄ)، يسان: ดอกแค، (باللاوية: dɔ᷆ːk.kʰɛ́ː))، زهرة تستخدم في الحساء والكاري.
- سخن – ((باللاوية: ສະຄ້ານ)، يسان: สะค้าน؛ (باللاوية: sa.kʰâːn))، ساق نبات بايبر ريبيسويدس، يستخدم في الحساء.
- كراث – ((باللاوية: ບົ່ວແດງ)، يسان: บั่วแดง؛ (باللاوية: būa.dɛ̀ːŋ))
- تمر هندي – ((باللاوية: ໝາກຂາມ)، يسان: หมากขาม، (باللاوية: ma᷆ːk.kʰǎːm))، فاكهة حامضة تستخدم في الحساء أو كوجبة خفيفة.
- أوراق التمر الهندي – ((باللاوية: ໃບໝາກຂາມ)، يسان: ใบหมากขาม، (باللاوية: bàj.ma᷆ːk.kʰǎːm))، يستخدم في الحساء.
- طماطم – ((باللاوية: ໝາກເລັ່ນ)، يسان: หมากเล่น، (باللاوية: ma᷆ːk.lēn))، يمكن استخدامه كتزيين أو في سلطة البابايا.
- التوت التركي – ((باللاوية: ໝາກແຄ້ງ)، يسان: หมากแค้ง، (باللاوية: ma᷆ːk.kʰɛ̂ːŋ))، يستخدم في اليخنات والكاري.

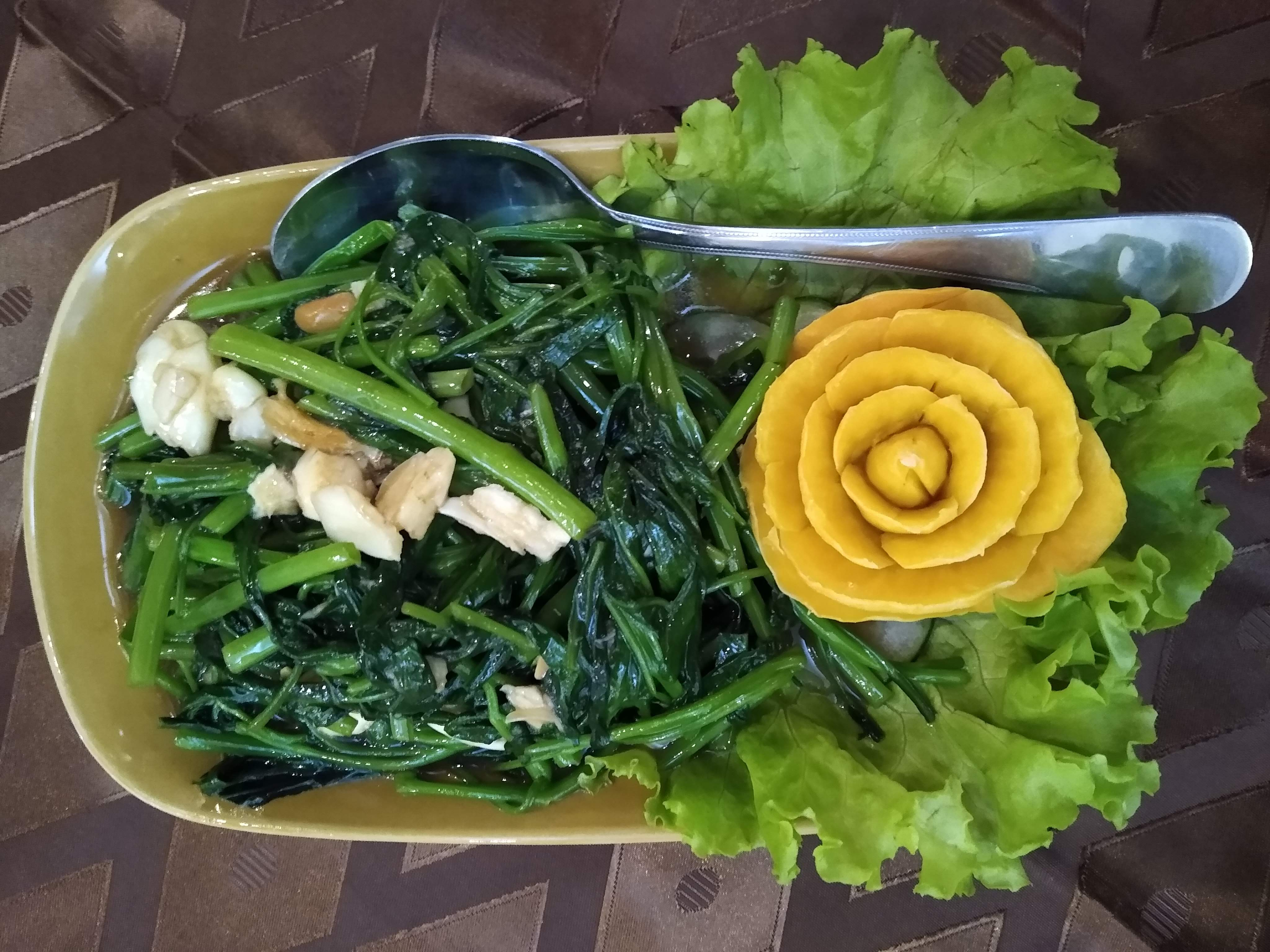
السبانخ المائية المقلية في أحد مطاعم لاوس

- Water spinach – ((باللاوية: ຜັກບົ້ງ)، يسان: ผักบุ้ง، (باللاوية: pʰák.bûŋ))، مقلي، أو مطبوخ بالبخار، أو يؤكل نيئًا كطبق جانبي.
- أوراق التنبول البرية – ((باللاوية: ຜັກອີ່ເລີດ)، يسان: ผักอีเลิด، (باللاوية: pʰák.ʔīː.lɤ̂ːt))، تؤكل نيئة.
- ورقة يانانغ – ((باللاوية: ໃບຢານາງ)، يسان: ใบย่านาง، (باللاوية: bàj.jāː.náːŋ))، يستخدم كعامل تلوين أخضر وكتوابل أو مكثف للحساء واليخنات.
- فاصوليا ياردلونغ – ((باللاوية: ໝາກຖົ່ວ)، يسان: หมากถั่ว، (باللاوية: ma᷆ːk.tʰūa))، تؤكل نيئة، وفي الحساء، ويمكن تحويلها إلى سلطة فاصوليا حارة (تام ماك توا).

### المكرونة والصلصات
- صلصة السمك (نام با) – صلصة السمك الصافية ((باللاوية: ນ້ຳປາ)، يسان: น้ำปลา، (باللاوية: nâm.pàː))، يستخدم كتوابل عامة.
- بادك – ((باللاوية: ປາແດກ)، يسان: ปลาแดก، (باللاوية: pàː.dɛ᷆ːk))، معجون السمك على الطريقة اللاوية.
- صلصة الصويا

### اللحم

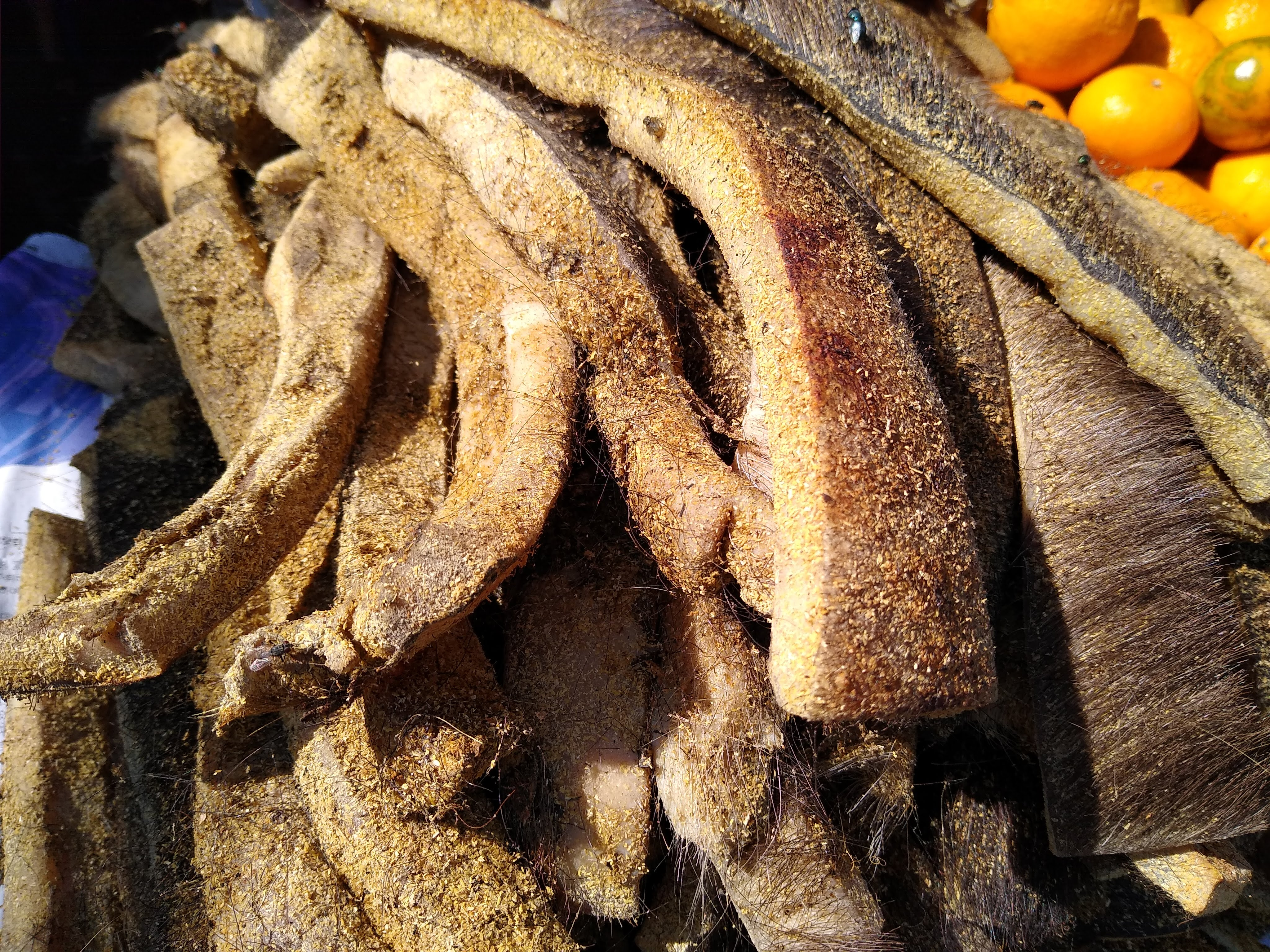
جلد الجاموس المجفف

- بيض القرن (كاي نياو ما؛ حرفيًا «بيضة بول الحصان») – ((باللاوية: ໄຂ່ຢ່ຽວມ້າ)، يسان: ไข่เยี่ยวม้า؛ (باللاوية: kʰāj jiāw mâː))
- لبن الخنزير
- بطن الخنزير «لحم الخنزير ذو الثلاث طبقات» – ((باللاوية: ຊີ້ນໝູສາມຊັ້ນ)، يسان: ซี้นหมูสามซั้น؛ (باللاوية: sîːn.mǔː.sǎːm.sân))
- جلد جاموس الماء – ((باللاوية: ໜັງເຄັມ)؛ (باللاوية: nǎŋ.kʰém)) تستخدم في جايو بونغ واليخنات.

### الأسماك

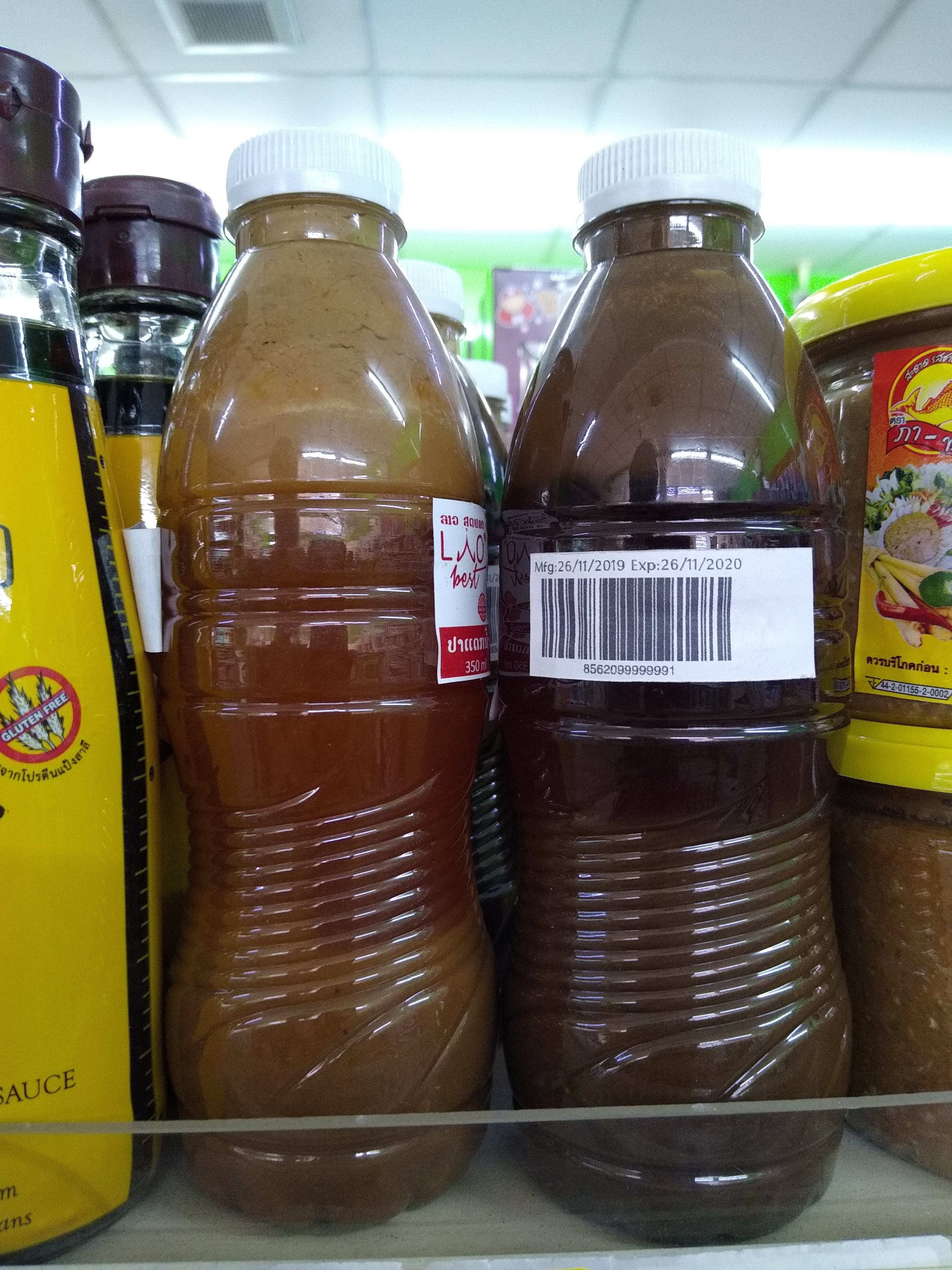
Padaek

على الرغم من أن لاوس دولة غير ساحلية، إلا أنها تستهلك أنواعًا مختلفة من الأسماك، وخاصة أسماك المياه العذبة.
تشمل أطباق الأسماك اللاوية الشهيرة ما يلي:
- سمكة اللارب[51]
- موك با: سمك مطهو على البخار، ملفوف عادة بأوراق الموز ومربوط بخيط من الخيزران. وهو مصنوع من عشبة الليمون وأوراق الكفيري والبصل الأخضر وصلصة السمك والفلفل الأخضر ومعجون الروبيان والشبت الطازج.[52]
- الروبيان النيئ: عصير الليمون الطازج والتوابل وصلصة السمك[53]

### الحشرات
أنواع الحشرات التي تؤكل في محافظة فيينتيان، لاوس:
- أومفيسا فوسيدينتاليس
- أورينتوبسالتيريا سب.
- براكتروبس بورتينتوسوس
- تيلوجريلوس تيستاسوس
- أشيتا دوميستكوس
- هيليكوبرس بوسيفالوس
- ليثوسيروس انديكوس
- جندب سب.
- نحل العسل.
- إكسيلوتروبس جدعون
- جريلوتالبا افريكانا
- دودة القز
- تيساراتوما كوادراتا
- هيرودولا
- زنبور أحمر.
- هيدروفيلوس أفينيس
- أويكوفيللا سمراجدينا

### الفواكة
تشمل الفواكه في لاوس البطيخ الأحمر والأناناس وتفاح السكر (تفاحة الكاسترد أو قشدة صدفية) ولونجان والليتشي والكمثرى الآسيوية والمانجو وتفاح الورد (تفاح الماء) والموز والجاكية والرامبوتان وجوز الهند الصغير والبرتقال والتمر الهندي الحلو والببايا والدوريانالدوريان وقصب السكر والليمون الهندي والسابوديلا والجوافة وتفاح النجمة والمانغوستين والبطيخ والسانتول واللانجسات والعنب والكوروسولير (القشدة الشائكة) وماك يوم وماك نوم نوم.

## أدوات المطبخ

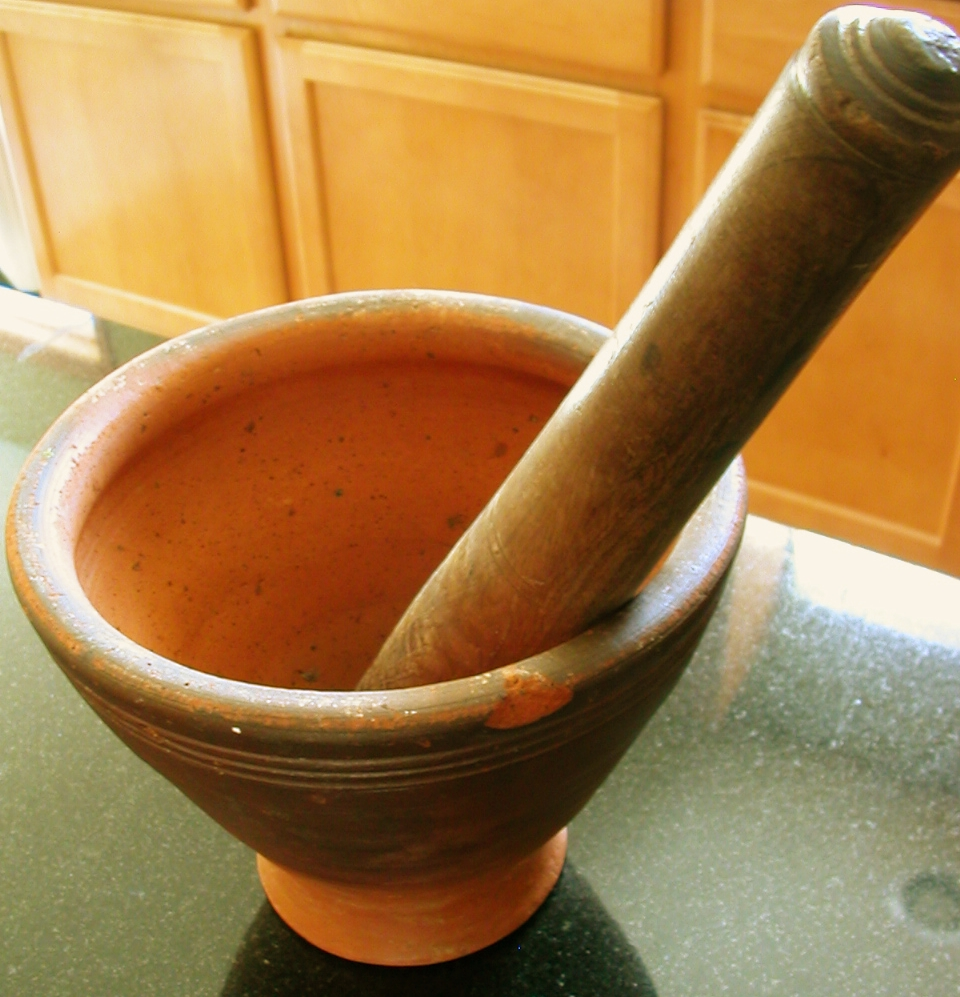
هاون ومدقة على الطريقة اللاوية

يُطلق على الموقد اللاوسي النموذجي اسم تاو لو ويُدار بالفحم. وهو على شكل دلو، مع مساحة لوضع قدر أو مقلاة واحدة فوقه. ويُستخدم المقلاة الصينية ماو كانج في لاو للقلي والتحريك. ويُطهى الأرز اللزج بالبخار داخل سلة من الخيزران، تُسمى هواد، توضع فوق قدر، تُسمى ماو نونج.
تُستخدم مدقة كبيرة وعميقة تسمى خوك لطحن تام ماك هونغ والأطعمة الأخرى. وهي لا غنى عنها في المطبخ اللاوي.

## طرق الطبخ
الشواء، والسلق، والطهي على نار هادئة، والطهي على البخار، والتحمير والخلط (كما في السلطات) كلها طرق طهي تقليدية. والقلي بالتحريك شائع، ويُعتبر تأثيرًا صينيًا. غالبًا ما تكون اليخنات خضراء اللون، بسبب النسبة الكبيرة من الخضروات المستخدمة بالإضافة إلى أوراق يا نانغ.
كلمة بينغ تعني مشوي. وتعني بينغ جاي الدجاج المشوي، وتعني بينغ سين اللحم المشوي، وتعني بينغ با السمك المشوي. قبل الشواء، قد يُتبل اللحم بالثوم المفروم وجذر الكزبرة المفروم والكالانجال المفروم والملح وصلصة الصويا وصلصة السمك.
تتضمن الطرق التي يختلف بها الطعام اللاوي عن المأكولات المجاورة أن الوجبات اللاوية تشمل عادةً كمية كبيرة من الخضار النيئة الطازجة والخضراوات والأعشاب التي تُقدم بدون تتبيلة على الجانب، وأن الأطباق المالحة ليست حلوة أبدًا، وبعض الأطباق مرة.

## عادات الأكل

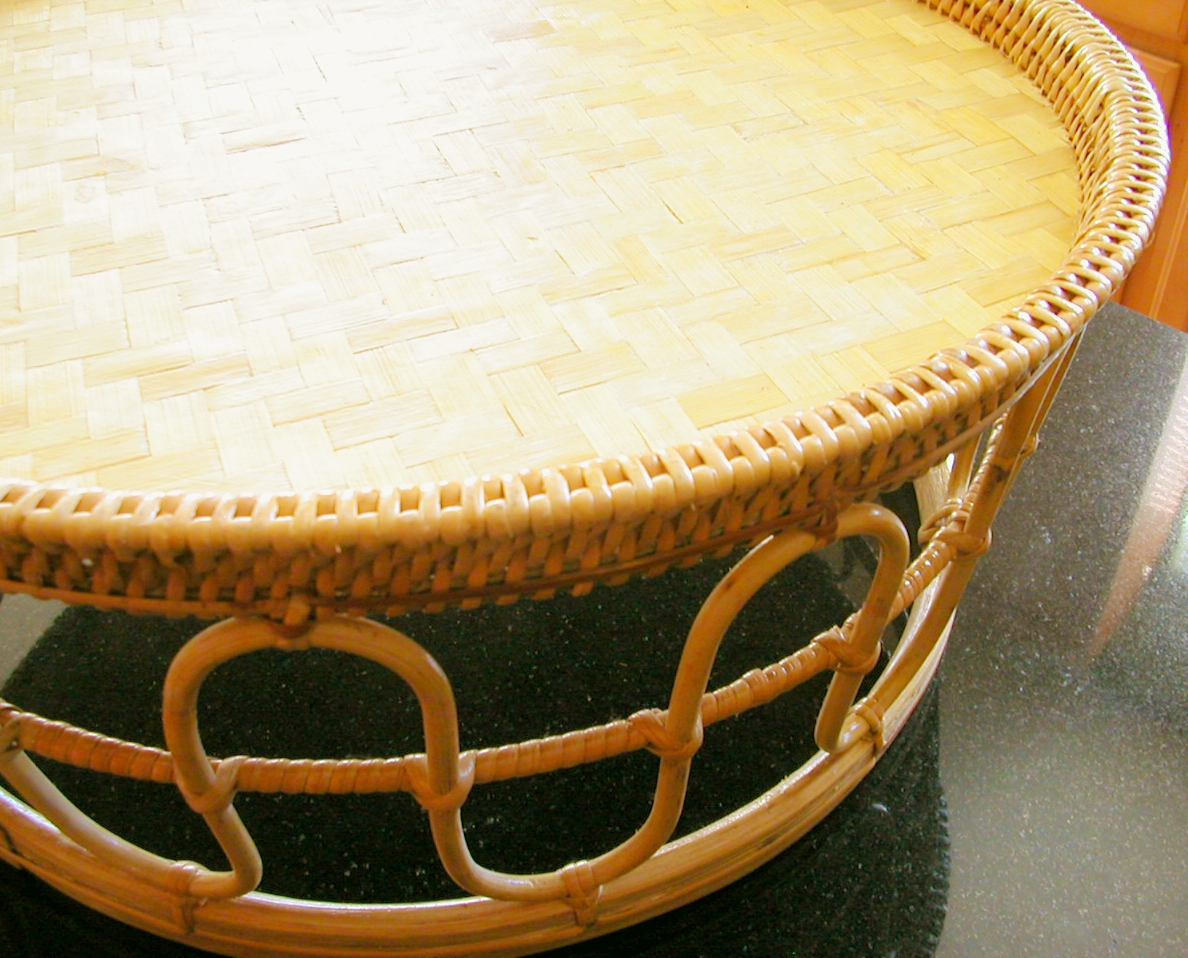
كا توكي، منصة لترتيب وتقديم وجبة لاوسية.

كانت الطريقة التقليدية لتناول الطعام جماعية، حيث يجلس المتناولون على حصيرة من القصب على الأرضية الخشبية حول منصة مرتفعة منسوجة من الروطان تسمى كا توكي. يتم ترتيب الأطباق على كا توكي، وهو بحجم قياسي. حيث يوجد العديد من المتناولين، يتم إعداد العديد من كا توكي. سيكون لكل كا توكي سلة أو أكثر من الأرز اللزج، والتي يتقاسمها جميع المتناولين في كا توكي.
في الآونة الأخيرة، أصبح تناول الطعام في طبق كا توكي استثناءً وليس قاعدة. ومع ذلك، لا تزال هذه العادة مستمرة في المعابد، حيث يتم تقديم وجبته لكل راهب على طبق كا توكي . وبمجرد وضع الطعام على طبق كا توكي، يصبح طبق فا كاو. وفي المنازل الحديثة، لا يزال مصطلح تحضير المائدة لتناول الطعام هو تاينج فا كاو، أو إعداد الفا كاو.
تقليديًا، كانت الملاعق تُستخدم فقط للحساء والأرز الأبيض، وكانت عيدان تناول الطعام (ໄມ້ທູ່،ماي ثو) تُستخدم فقط للمكرونة. كان يتم التعامل مع معظم الأطعمة باليد. ربما يرجع سبب تطور هذه العادة إلى حقيقة مفادها أن الأرز اللزج لا يمكن التعامل معه بسهولة إلا باليد.[بحاجة لمصدر]
تتكون وجبات لاو عادة من طبق حساء وطبق مشوي وصلصة وخضروات وطبق مطهي أو مخلوط (كوي أو لاب). عادة ما تكون الخضروات عبارة عن خضروات طازجة نيئة وأعشاب وخضروات أخرى، على الرغم من أنه اعتمادًا على الطبق الذي تصاحبه، يمكن أيضًا طهيها بالبخار أو بشكل أكثر شيوعًا، مسلوقة. لا يتم تناول الأطباق بالترتيب؛ يتم احتساء الحساء طوال الوجبة. المشروبات، بما في ذلك الماء، ليست عادةً جزءًا من الوجبة. عندما يكون الضيوف حاضرين، تكون الوجبة دائمًا وليمة، مع طعام مصنوع بكميات كافية لضعف عدد المتناولين. بالنسبة للمضيف، فإن عدم وجود طعام كافٍ للضيوف سيكون مهينًا.
العادة هي إغلاق سلة الأرز عندما ينتهي الشخص من الأكل.

## الأطباق

### التغميسات

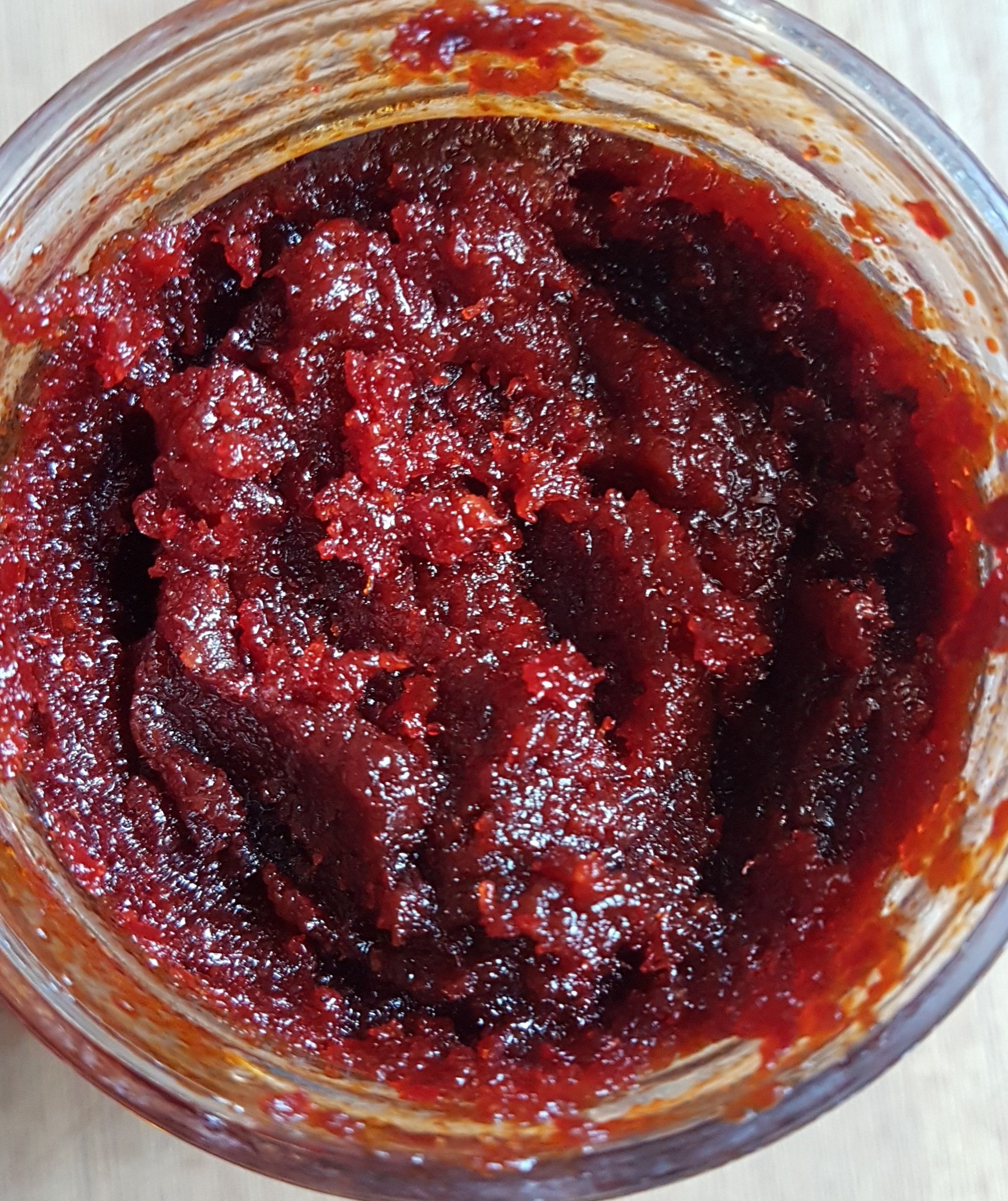
جايو بونغ

جايو ((باللاوية: ແຈ່ວ)) هو نوع شائع من الصلصة في لاوس.
- جايو ماك خوا – مصنوعة من الباذنجان المحمص.
- جايو ماك لين – مصنوعة من الطماطم الحلوة المحمصة.
- جايو بونغ – عجينة حلوة وحارة مصنوعة من الفلفل الحار المحمص وجلد الخنزير والجالنجال ومكونات أخرى.
- جايو بادك – مصنوع من الباديك المقلي والأسماك والثوم المشوي والفلفل الحار وعشب الليمون ومكونات أخرى.

### المقبلات

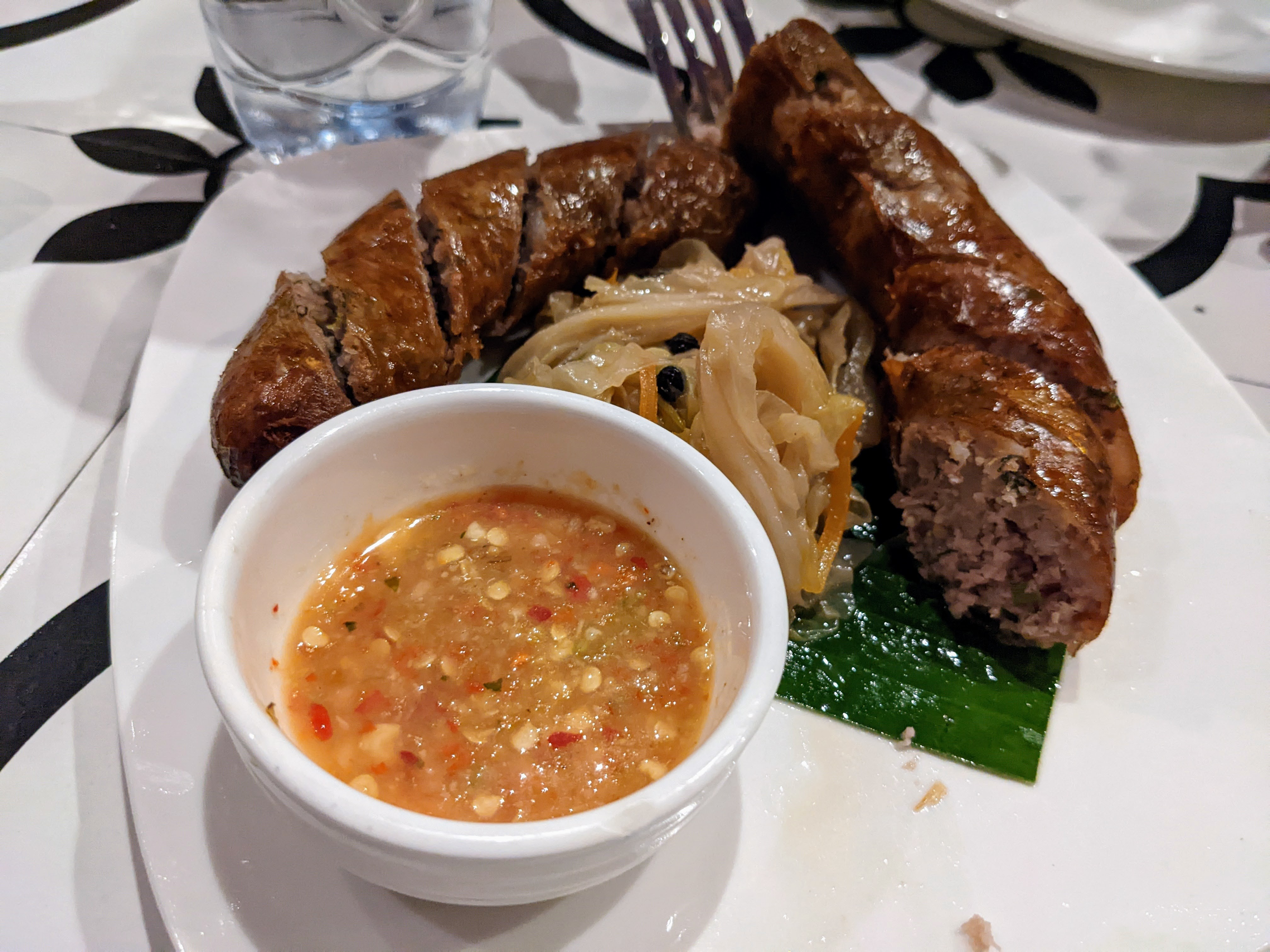
سجق ساي أوا مع صلصة تغميس

كاب كايم (باللاوية: ກັບແກ້ມ) يتم تقديم الأطباق كوجبات خفيفة، قبل الطبق الرئيسي، أو مع البيرة.
- كايبن – وجبة خفيفة مقلية مصنوعة من الطحالب المائية العذبة، وعادة ما تقدم مع الجيو بونغ.
- خاي خوام – بيض محشي «رأسا على عقب».
- خاي نوج – بيضة مسلوقة مطهوة على البخار، يتم صنعها عن طريق عمل ثقب في البيضة لإزالة المحتويات ثم سكبها مرة أخرى بعد خلط الصفار مع المكونات الأخرى.
- خوا باك بونج – السبانخ المقلية في الماء.
- لوك سين – كرات اللحم البقري اللاوسية.
- طحلب نهر الميكونج – طحلب مقلي من نهر ميكونج.
- ميانغ
- ساي كوك – نقانق لحم الخنزير السميكة.
- ساي أوا – نقانق لحم الخنزير المشوية.
- سين هانغ – لحم البقر المجفف اللاوسي وهو عبارة عن لحم بقري مقلي بسرعة.
- سين سافانه – شرائح رقيقة من لحم البقر المجفف ذات طعم حلو ومغطاة ببذور السمسم.
- سين تورك
- سوم كاي با – بيض السمك المخلل.
- سوم مو – لحم الخنزير المخلل مع جلد الخنزير (نقانق الصيف).
- سوم با – سمك مخلل.
- سوم فاك كاد – مخلل الخضار.
- سوم فاك كاي لوم هو مو – مخلل الملفوف مع آذان الخنزير المخللة.
- ياو – لفة لحم الخنزير اللاوسي. المعروف باسم جيو لوا في فيتنام.
- ياو ديب – نوع من سبرنغ رول المصنوعة من ورق الأرز والشعيرية والخس وحشوات مختلفة بما في ذلك الجمبري. وعادة ما يتم تناولها مع صلصة الفول السوداني أو صلصة لاوس الحلوة. وتعرف باسم جيو كيوان في فيتنام.
- ياو جون – سبرنغ رول المقلية.

### السلطات

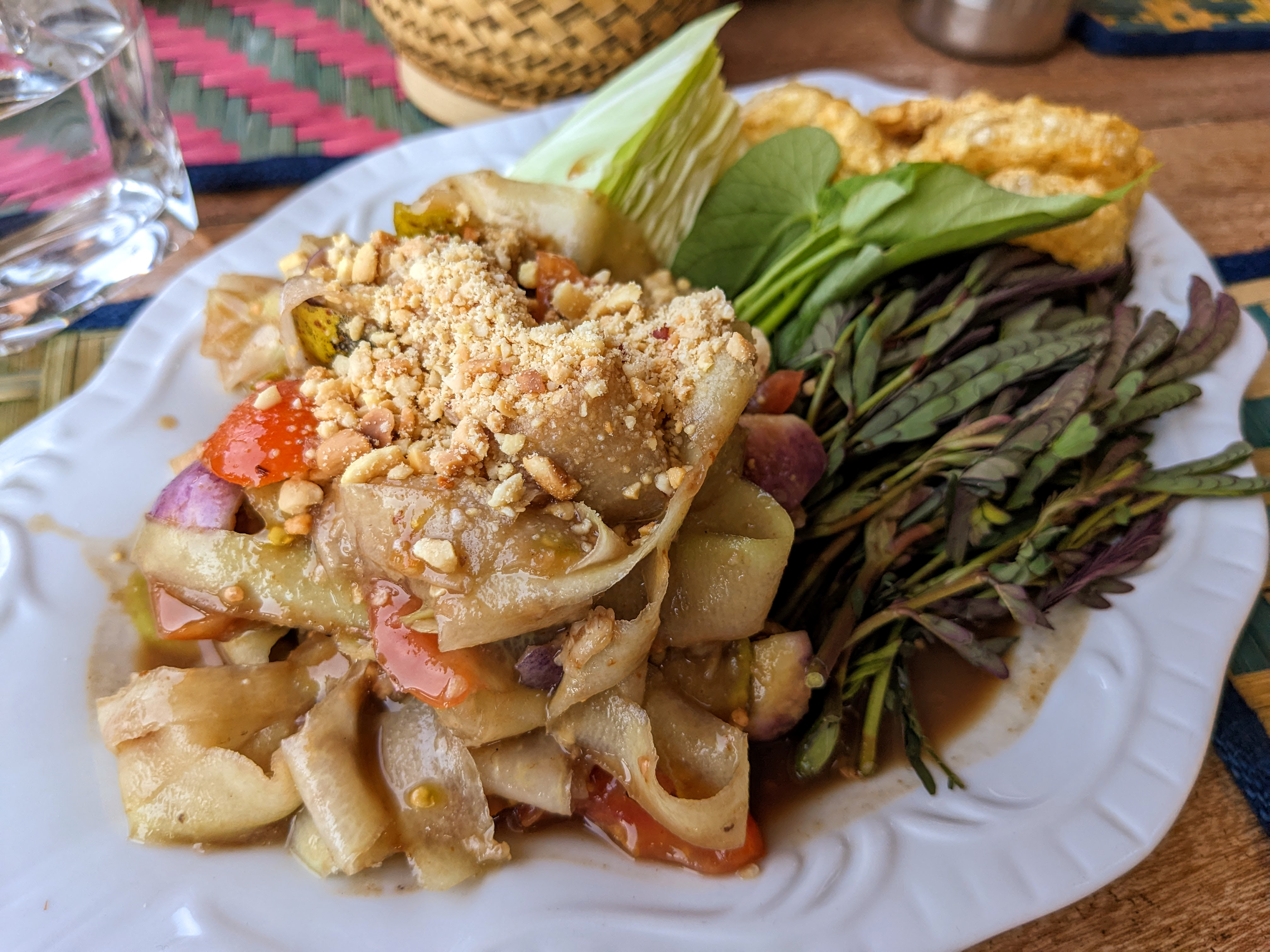
تام ماك هونغ سلطة البابايا الخضراء

ساراد (باللاوية: ສະຫຼັດ) هو اسم عام لوصف طبق يحتوي على مزيج من الخضراوات والأعشاب والتوابل. تُعرف سلطات اللحوم في لاوس باسم لارب أو لاب.
- لارب – سلطة لاوسية حارة من اللحم المفروم مصنوعة من الأسماك المخمرة والأعشاب. تشمل أنواع اللحوم المختلفة السمك والبط والدجاج ولحم الخنزير ولحم البقر، بالإضافة إلى الفطر.
- نام توك – سلطة تعتمد على اللحوم تشبه سمك القد، ويمكن أيضًا تحويلها إلى حساء.
- بون – هريس حار من السمك المطبوخ.
- تام سوم – مصطلح عام للسلطات التالية المصنوعة من الفلفل الحار اللاوسي وعصير الليمون والطماطم وصلصة السمك/معجون السمك والسكر. معجون السلطعون ومعجون الروبيان اختياريان.
  - تام كاو بون – سلطة الشعيرية الحارة.
  - تام ماك غو – سلطة الموز الحارة
  - تام ماك هونغ – سلطة البابايا الخضراء الحارة.
  - توم ماك كوا – سلطة الباذنجان الحارة.
  - تام ماك تينغ – سلطة الخيار الحارة.
  - تام ماك ثوا – سلطة الفاصوليا الخضراء الحارة.

### الحساء واليخنات
كاينغ ((باللاوية: ແກງ)؛ حرفيا «حساء»)
- حساء بيض النمل – حساء مصنوع من بيض النمل.
- كاينج جوت – شوربة الخضار ولحم الخنزير.
- كاينج جالي – الكاري اللاوي.
- كينج نو ماي أو حساء ناو ماي – حساء أخضر مصنوع من براعم الخيزران.
- أور – يخنة الخضار الخضراء.
- أور لام – حساء الخضار الخضراء على طريقة لوانغ برابانغ.
- توم جيو با – شوربة السمك الحارة.
- توم كا جاي – حساء حار وحامض مصنوع من حليب جوز الهند والفطر والدجاج.
- توم بادك – سمك مطهو في بادك.
- توم يم – حساء حار وحامض مصنوع من عشبة الليمون وأنواع مختلفة من اللحوم مثل لحم البقر والدجاج ولحم الخنزير والروبيان أو المأكولات البحرية الأخرى.

### أطباق مشوية
أهان بينغ ((باللاوية: ອາຫານປີ້ງ)؛ حرفيًا «طعام مشوي»)
- بينغ جاي – دجاج مشوي ومتبل.
- بينغ هوا بيد – رأس البط المشوي المتبل يمكن اعتباره مقبلات.
- بينغ مو – لحم خنزير مشوي ومخلل.
- بينغ با – سمك مشوي مخلوط مع البهارات والأعشاب.
- بينغ بيد – بطة مشوية ومتبلة.
- بينغ سين – لحم البقر المشوي والمتبل.
- بينغ ثين جاي – أقدام دجاج مشوية ومتبلة.
- سين دات – شواء على الطريقة اللاوسية. يتم تحميص اللحوم والخضروات التقليدية على صاج على شكل قبة.

### أطباق المطهية على البخار
أهان نيونغ ((باللاوية: ອາຫານຫນື້ງ)؛ حرفيًا «طعام مطهو على البخار»)
- موك با – سمك مطهو على البخار في أوراق الموز.
- موك جاي – دجاج مطهو على البخار في أوراق الموز.
- موك خاي
- موك كاي با
- وا دوك كاي
- تيتي جاي – شريحة لحم ملفوفة بأوراق الموز.

### أطباق الأرز

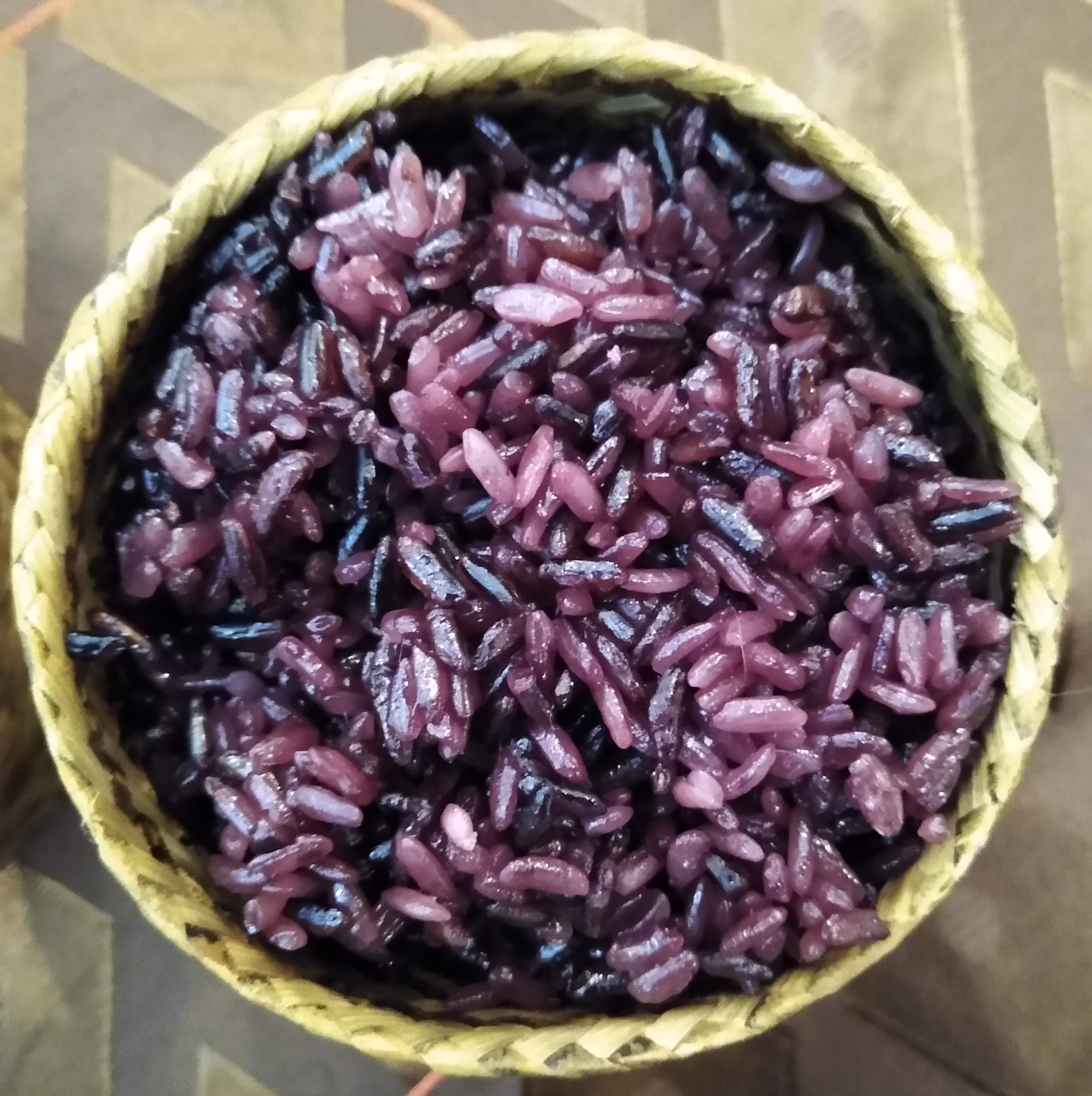
أرز لزج يقدم في سلة في مطعم في فيينتيان

أهان كاب كاو ((باللاوية: ອາຫານກັບເຂົ້າ)؛ حرفيًا «طعام مع الأرز») هي أطباق مصنوعة من الأرز كمكون رئيسي.
- خاو خوا أو خاو فات – أرز مطبوخ على الطريقة اللاوسية.
- خاو نياو – الأرز اللزج المطهو على البخار، والمعروف شعبيًا باسم «الأرز اللزج». يُحفظ هذا النوع من الأرز عادةً في سلة من الخيزران ويتقاسمه جميع المتناولين. يمكن إضافة مكونات مختلفة مثل حليب جوز الهند والفاصوليا الحمراء لتحويل الأرز إلى حلوى لذيذة.
- خاو بياك خاو (حرفيًا «أرز رطب») – عصيدة الأرز. قد تحتوي الإضافات على خثارة الدم، وبيض القرن، والبصل المقلي أو الثوم، والبصل الأخضر.
- خاو بينغ أو خاو جي – أرز لزج مخبوز متبل بالبيض. خاو تشي وهو أيضًا اسم آخر للخبز.
- خاو جاو أو خاو نيونغ – الأرز الأبيض المطهو على البخار. يستخدم الأرز الياسمين بشكل عام. يستخدم هذا النوع من الأرز أيضًا كمكون للعديد من الأطباق المقلية.
- نام كاو – سلطة أرز مقرمشة مصنوعة من كرات الأرز المقلية، وقطع من نقانق لحم الخنزير المخمرة تسمى سوم مو، والفول السوداني المفروم، وجوز الهند المبشور، والبصل الأخضر أو الكراث المقطع، والنعناع، والكزبرة، وعصير الليمون، وصلصة السمك، ومكونات أخرى.

### النودلز
فو (باللاوية: ເຝີ) أو مي (باللاوية: ໝີ່). المكرونة من الأطباق الشعبية في شمال ووسط لاوس. ويمكن أن تتنوع بين «المكرونة الرطبة» التي تقدم مع المرق، أو «المكرونة الجافة» التي عادة ما يتم قليها.
- فا – حساء الفو على الطريقة اللاوسية، أو حساء الأرز والمكرونة.
- كاينج سين لون – حساء مصنوع من المكرونة الزجاجية والكرات اللحمية.
- خاو بياك سين – مكرونة دقيق الأرز في مرق الدجاج. تشبه الطبق الفيتنامي بان كانه والطبق الياباني أودون.
- خاو بون – حساء الشعيرية الأرزية، المعروف أيضًا باسم «لاوكسا لاو».
- خوا مي – نودلز الأرز المقلية والمغطاة بعجة البيض المقطعة إلى شرائح رقيقة.
- لارد نا – مكرونة مقلية مغطاة بالمرق.
- مي هاينج – مكرونة القمح مع الخضار واللحوم.
- مي كا تي – شعيرية الأرز المصنوعة في حليب جوز الهند.
- مي كا تي – مكرونة القمح في مرق الخضار واللحوم.
- باد لاو– مكرونة مقلية مخلوطة مع بيضة مخفوقة قليلاً. مشابهة للباد تاي.
- باد كي ماو – مكرونة الأرز العريضة المقلية.
- باد سين لون – مكرونة زجاجية مقلية.
- سوكي – سوكيياكي على الطريقة اللاوسية.
- يم سين لون – سلطة لاذعة مصنوعة من المكرونة الزجاجية.

### الخبز

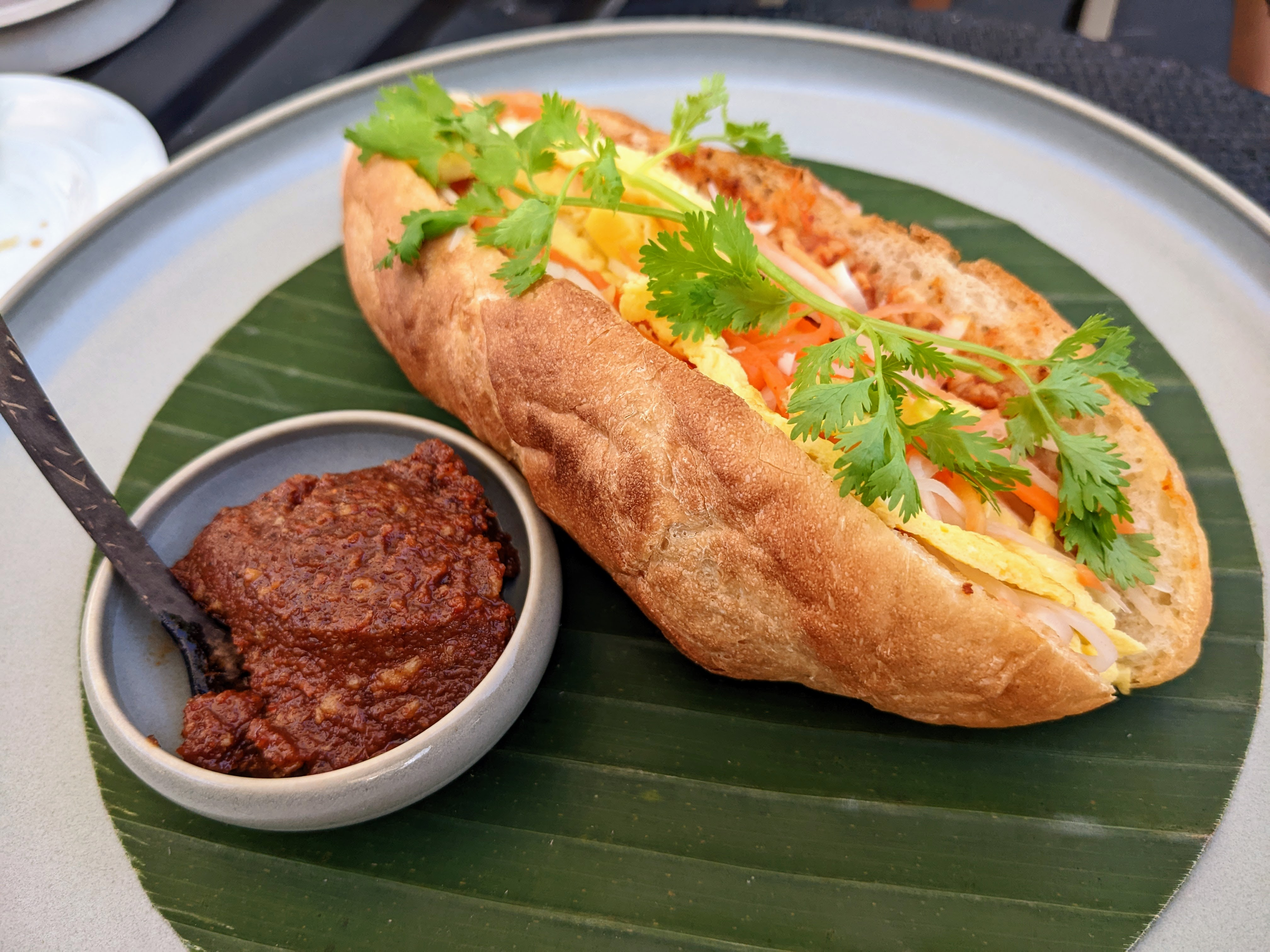
باتيه خاو تشي مع عجة وباتيه وأعشاب

الخبز هو في الأصل مستورد من فرنسا، ولكنه يحظى بشعبية كبيرة. الشكل الأكثر شيوعًا هو الخبز الفرنسي الصغير، المعروف باسم (باللاوية: ເຂົ້າຈີ່، رومنة: khao chi).
- باتيه خاو جي (باللاوية: ເຂົ້າຈີ່ປາເຕ້) – خبز باته محشو بالباتيه والتوابل، النسخة اللاوية من بان مي.

### الحلويات
خونغ فان (باللاوية: ຂອງຫວານ)؛ حرفيًا «الأشياء الحلوة». تُصنع الحلويات اللاوية عادةً بمزيج من الفواكه الاستوائية ومنتجات الأرز اللزج. ويمكن أن تتنوع هذه الحلويات بين أنواع الكعك والهلام والمشروبات والكاسترد.
- خاو لام – طبق أرز لزج حلو مصنوع من الفاصوليا الحمراء وجوز الهند وحليب جوز الهند والسكر ويتم تحضيره في الخيزران.
- خاو نياو ماك موينج – أرز لزج مع جوز الهند والمانجو.
- خاو بارد – كعكة أرز تشبه الهلام، وتتميز بطبقاتها المتعددة. وعادة ما تكون خضراء اللون بسبب استخدام أوراق الباندان كمكون.
- خاو توم – أرز مطهو على البخار ملفوف بأوراق الموز. الحشوات المتنوعة تشمل لحم الخنزير والموز والقلقاس.
- خانوم كوك – زلابية جوز الهند المصنوعة على الشواية. ويمكن تغطيتها بالبصل الأخضر.
- خانوم ماو كاينج – كعكة جوز الهند والكاسترد.
- خانوم ناب (باللاوية: ເຂົ້າຫນົມແຫນບ) – زلابية الأرز مع جوز الهند الحلو.
- لود شونج – حلوى خضراء تشبه الدودة مصنوعة من هلام الأرز وحليب جوز الهند وسكر النخيل المسال.
- نام فان – اسم عام للحلوى التي يمكن أن تحتوي على التابيوكا والفواكه المتنوعة بما في ذلك الدوريان، والجاك فروت، والكستناء المائية.
- سانجكايا – كاسترد مصنوع من الكابوتشا، وهو نوع من القرع الآسيوي.
- فوون – جيلي مصنوع من حليب جوز الهند.

## المشروبات

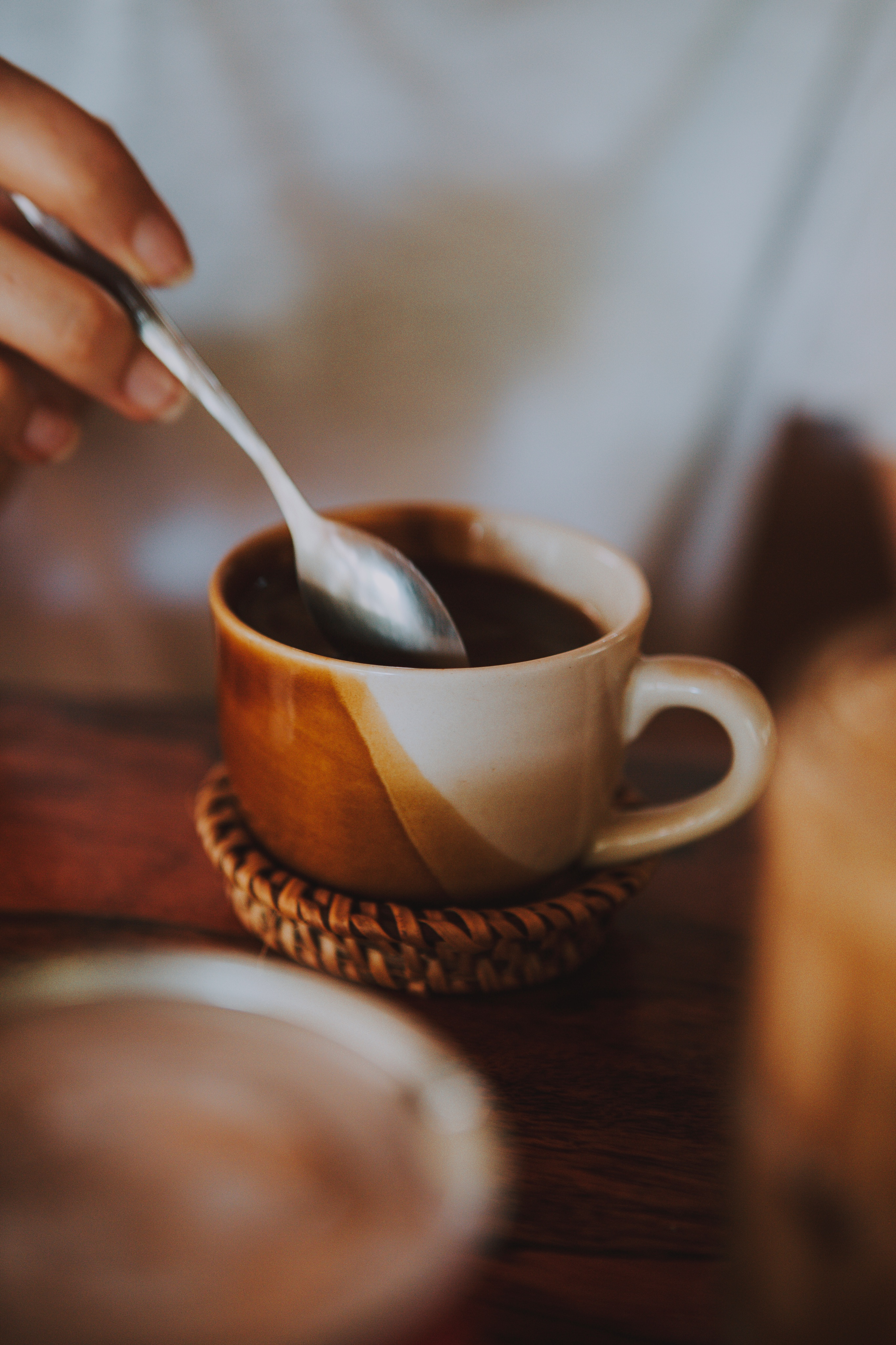
قهوة لاوسية.

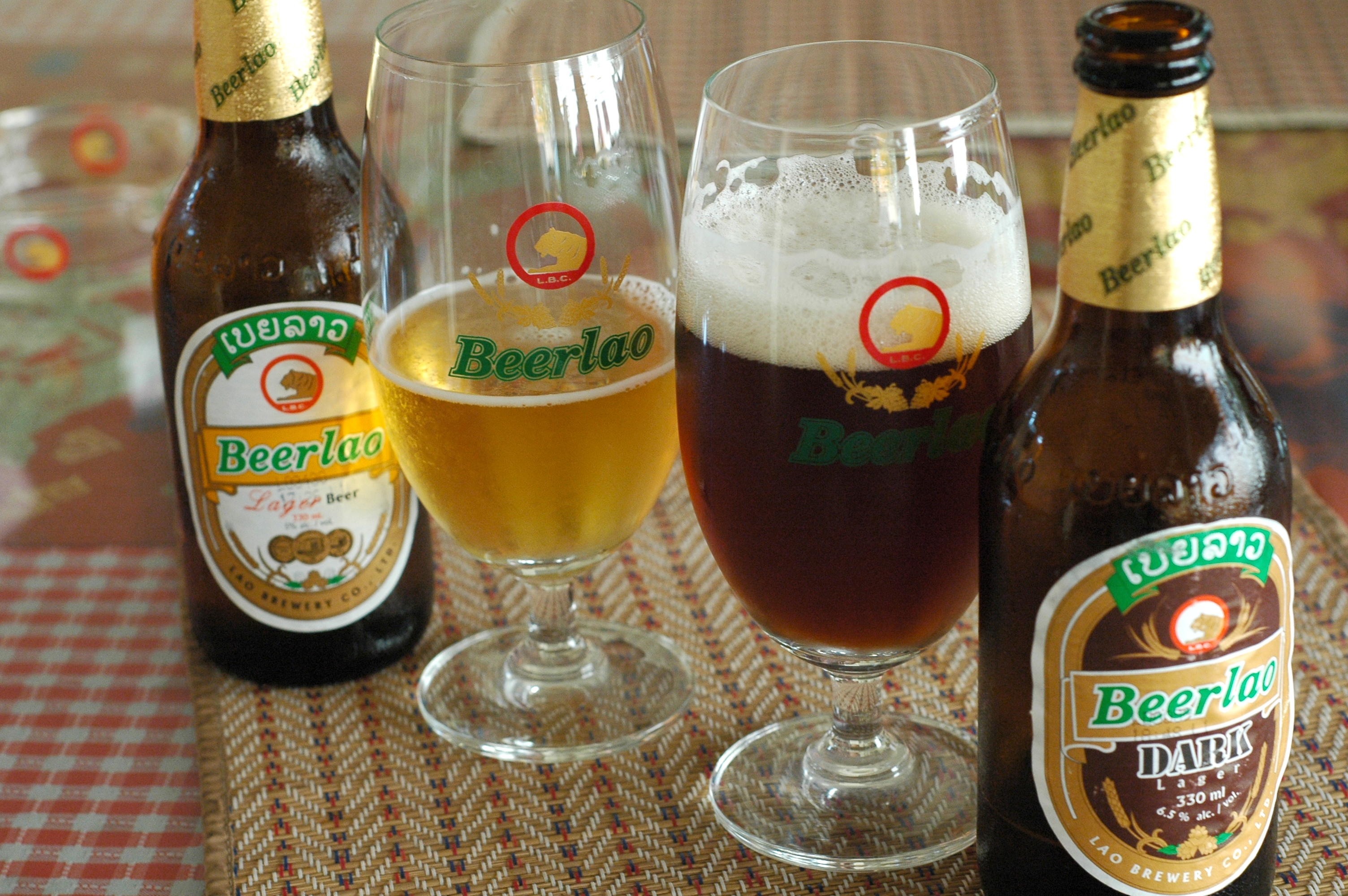
بيرلاو فاتح وغامق.

يُطلق على قهوة لاو غالبًا اسم قهوة باك سونغ (قهوة باك سونغ في لاو)، والتي تُزرع على هضبة بولوفينس حول بلدة باك سونغ. يُقال أحيانًا إن هذه المنطقة هي أفضل مكان في جنوب شرق آسيا لزراعة القهوة. تُزرع كل من حبوب روبوستا وأرابيكا في لاوس. يتم استهلاك معظم حبوب أرابيكا في لاوس محليًا ويتم تصدير معظم حبوب روبوستا إلى تايلاند، حيث تدخل في صناعة نستله. العادة في لاوس هي شرب القهوة في أكواب، مع الحليب المكثف في القاع، يليه كوب من الشاي الأخضر. يُزرع الشاي المرموق أيضًا على هضبة بولوفينس.[بحاجة لمصدر]
هناك نوعان عامان من المشروبات الكحولية التقليدية، وكلاهما يُنتَج من الأرز: لاو هاي ولاو لاو. لاو هاي تعني كحول الجرة ويُقدَّم من جرة فخارية. يُشرب جماعيًا وتنافسيًا من خلال القش في المناسبات الاحتفالية. يمكن تشبيهه بالساكي في المظهر والنكهة. لاو لاو أو كحول لاو يشبه الويسكي. يُطلق عليه أيضًا لاو كاو أو باللغة العربية، الكحول الأبيض. ومع ذلك، هناك أيضًا نوع شائع من لاو لاو مصنوع من الأرز الأرجواني، والذي يتميز بصبغة وردية.
أصبحت بيرة بيرلاو المملوكة للدولة في لاوس مشهورة جدًا في لاوس. وصفتها صحيفة بانكوك بوست بأنها دوم بيرينيون البيرة الآسيوية.[بحاجة لمصدر] في عام 2004، وصفتها مجلة تايم بأنها أفضل بيرة في آسيا. في يونيو 2005، تغلبت على 40 بيرة أخرى لتفوز بالجائزة الفضية في مهرجان أوزوريس للبيرة في روسيا، والذي شاركت فيه لأول مرة.

### خالي من الكحول
- كا فاي – قهوة لاوسية.
- نام أوي – عصير قصب السكر.
- نام بون – سموذي
- نام ماك باو – عصير جوز الهند؛ مع أو بدون لحم جوز الهند.
- أوليانغ – القهوة المثلجة، سوداء أو مع الحليب المكثف.
- سا – شاي لاوسي.

### كحولي
- بيرلاو
- لاو-خاو – نبيذ الأرز اللاوسي.
- لاو لاو – ويسكي لاو.
- لاو هاي – نبيذ الأرز اللاوسي المصنوع من الأرز اللزج.

## للقراءة الإضافية
- Davidson، Alan (1975). Fish and Fish Dishes of Laos. Rutland، Vermont: Charles E. Tuttle Co. (ردمك 0-907325-95-5).
- Du Pont De Bie، Natacha (2004). حساء بيض النمل: The Adventures of a Food Tourist in Laos. London: Sceptre. (ردمك 0-340-82567-7).
- Sing، Phia. Alan Davidson and Jennifer Davidson، eds. (1981) Traditional Recipes of Laos: Being the Manuscript Recipe Books of the Late Phia Sing، from the Royal Palace at Luang Prabang، Reproduced in Facsimile and Furnished With an English Translation. London: Prospect Books. (ردمك 0-907325-02-5).
- Culloty، Dorothy (2010). Food from Northern Laos – The Boat Landing Cookbook. Te Awamutu، New Zealand: Galangal Press (ردمك 978-0-473-17236-7)
- Xaixana Champanakone (2010). Lao Cooking and The Essence of Life. Vientiane Publishing (ردمك 978-9932-00-061-6)

## وصلات خارجية
- مقالة عن الطعام اللاوسي في نيويورك تايمز (بالإنجليزية)
- مقتطفات من الوصفات التقليدية في لاوس نسخة محفوظة 26 مارس 2010 على موقع واي باك مشين.